# Ruda (Kielce)
Pour les articles homonymes, voir Ruda.
Ruda est une localité polonaise de la gmina de Łagów, située dans le powiat de Kielce en voïvodie de Sainte-Croix.